# Neonlamp

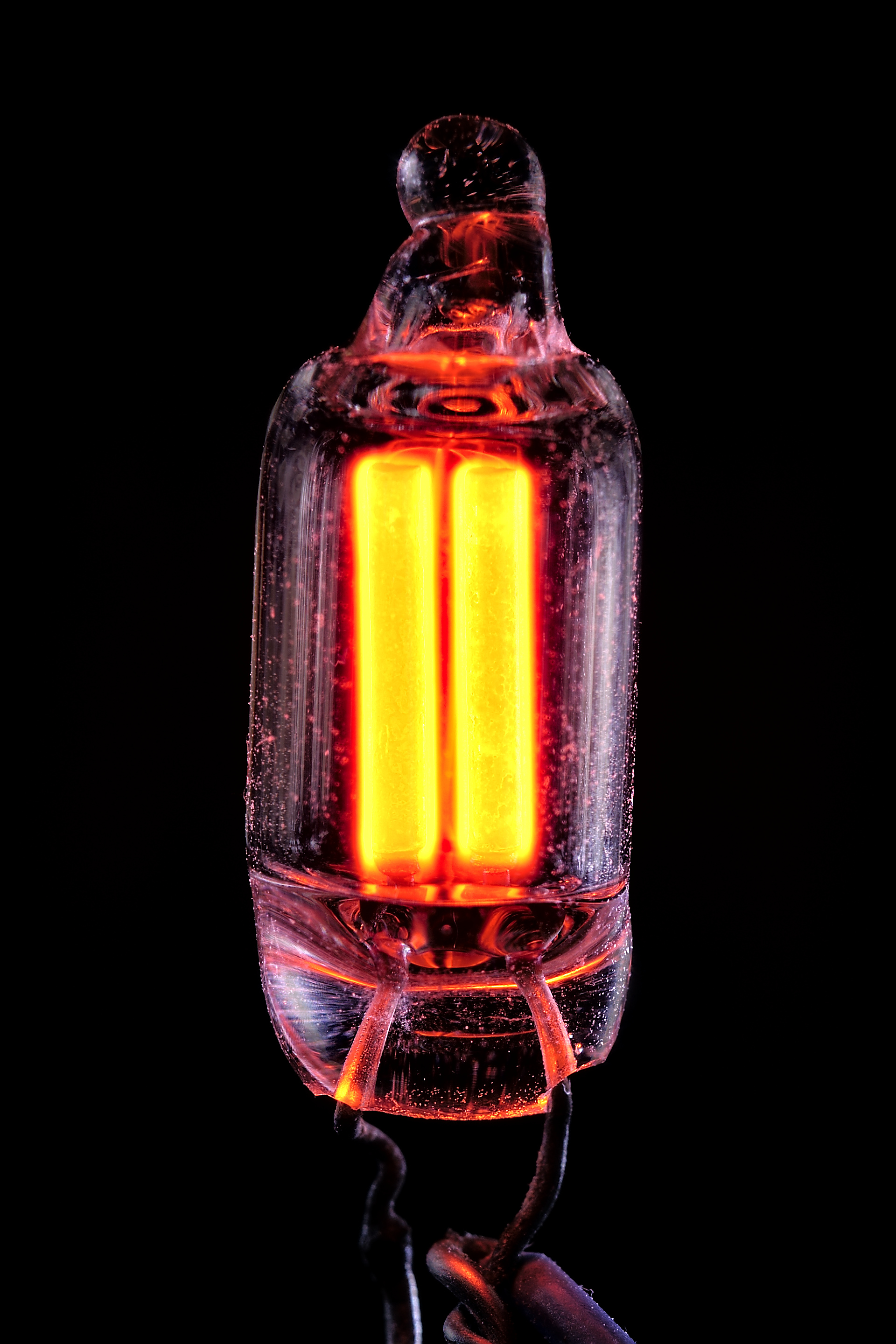
Neonlampje gevuld met neon

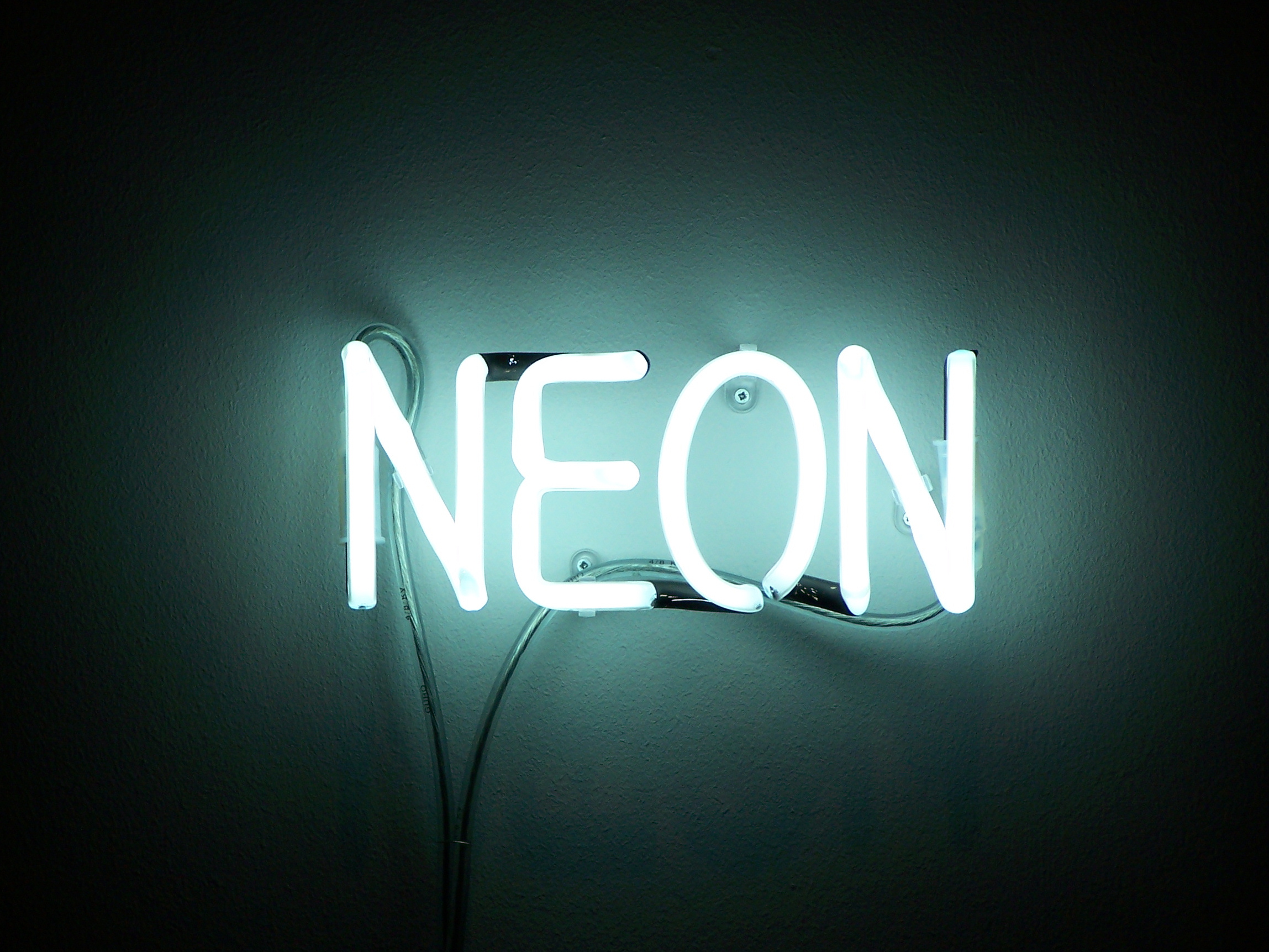
Neonlamp

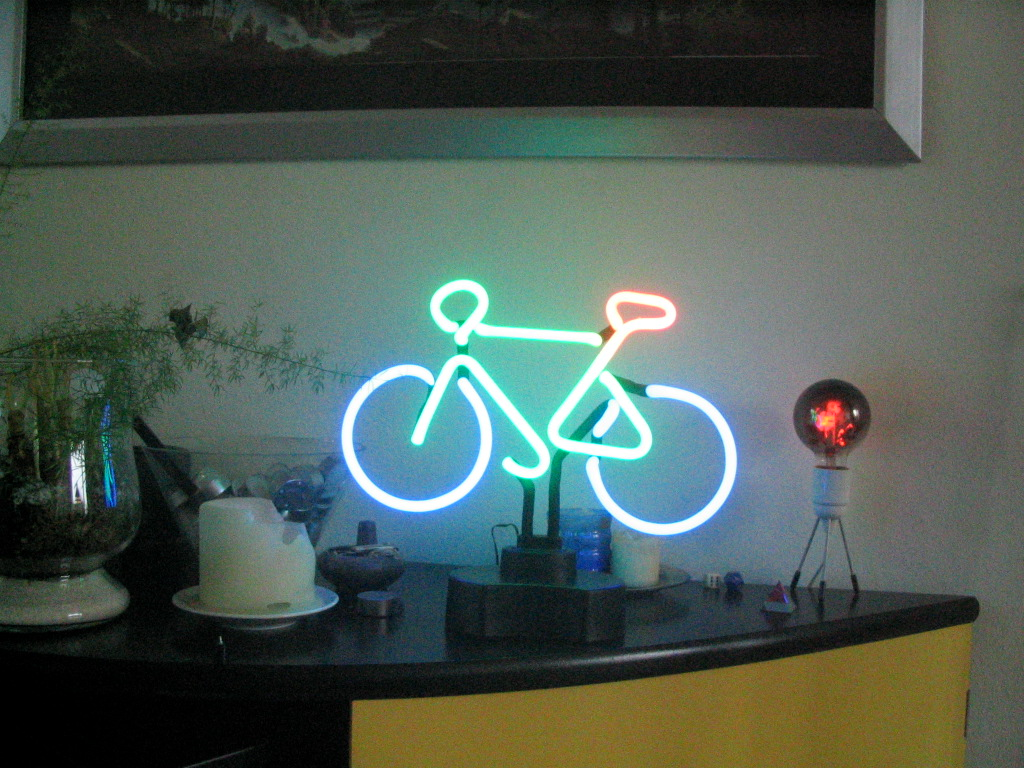
Neonfietsje

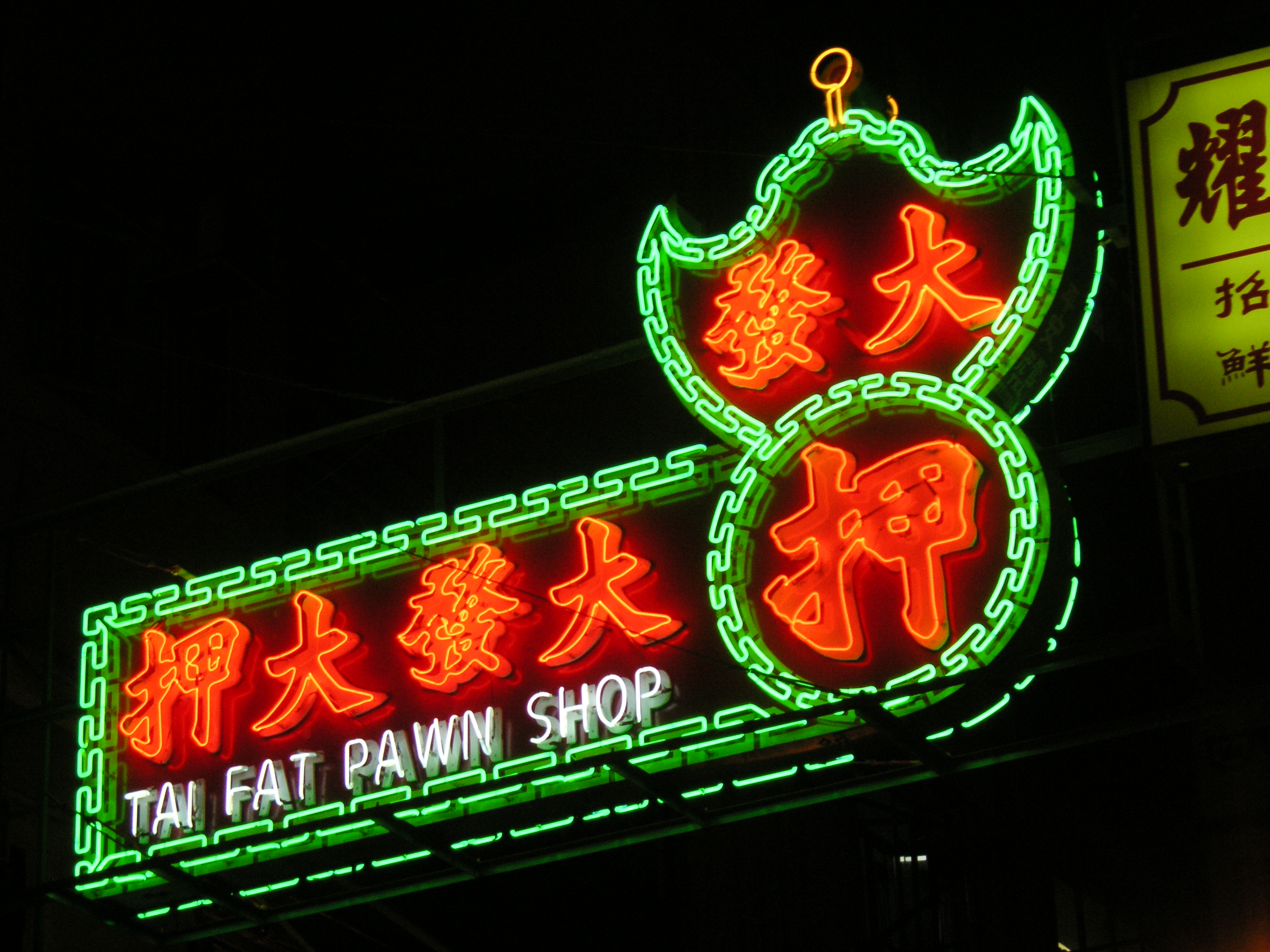
Een uithangbord met neonverlichting in Hong Kong

Een neonlamp is een onder lage druk met neon (of een ander edelgas) gevulde glazen buis, waarin door een gasontlading licht opgewekt wordt 
Door het aanleggen van een hoge elektrische spanning tussen de uiteinden van de buis ontstaat een gasontlading. De gasontlading brengt de elektronen van het gas naar een hoger energieniveau. Bij de spontane terugval van die hogere energietoestand zendt het gas een voor dat gas karakteristiek zichtbaar licht uit. Deze manier van verlichten is uitgevonden door de Fransman Georges Claude.
Met het gas neon is op deze wijze een roodoranje gloed op te wekken. Met andere gassen zijn andere kleuren te verkrijgen:
- Helium: goudgeel
- Krypton: bleekpaars
- Argon: lichtblauw
- Xenon: helderpaars

Door menging van deze en andere gassen kunnen diverse mengkleuren verkregen worden. Om groen licht te krijgen wordt kwikdamp gebruikt. Ongeacht welk gas er wordt gebruikt, spreken we van neonlamp voor alle lampen die volgens het bovenstaande principe werken.
Door de buis waarin het gas zich bevindt allerlei vormen te geven, kunnen uiteenlopende figuren gevormd worden. In de reclame-industrie wordt neonverlichting op grote schaal toegepast. Door verschillende kleuren met elkaar te combineren en delen van de verlichting aan en uit te schakelen kunnen er opvallende panelen mee worden opgebouwd. Op de wereldtentoonstelling van 1893 in Chicago maakte het publiek voor het eerst kennis met neonreclame.
Een aan de neonlamp verwante vorm van verlichting is tl-verlichting. De gassen in een tl-buis produceren ultraviolet licht, wat door middel van fosfors die op de binnenkant van de buis zijn aangebracht, wordt omgezet in zichtbaar licht.

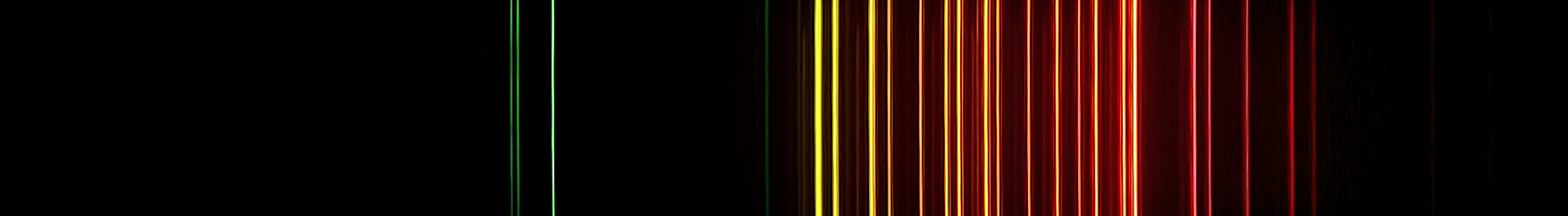
Het lichtspectrum dat door neon worden uitgestraald

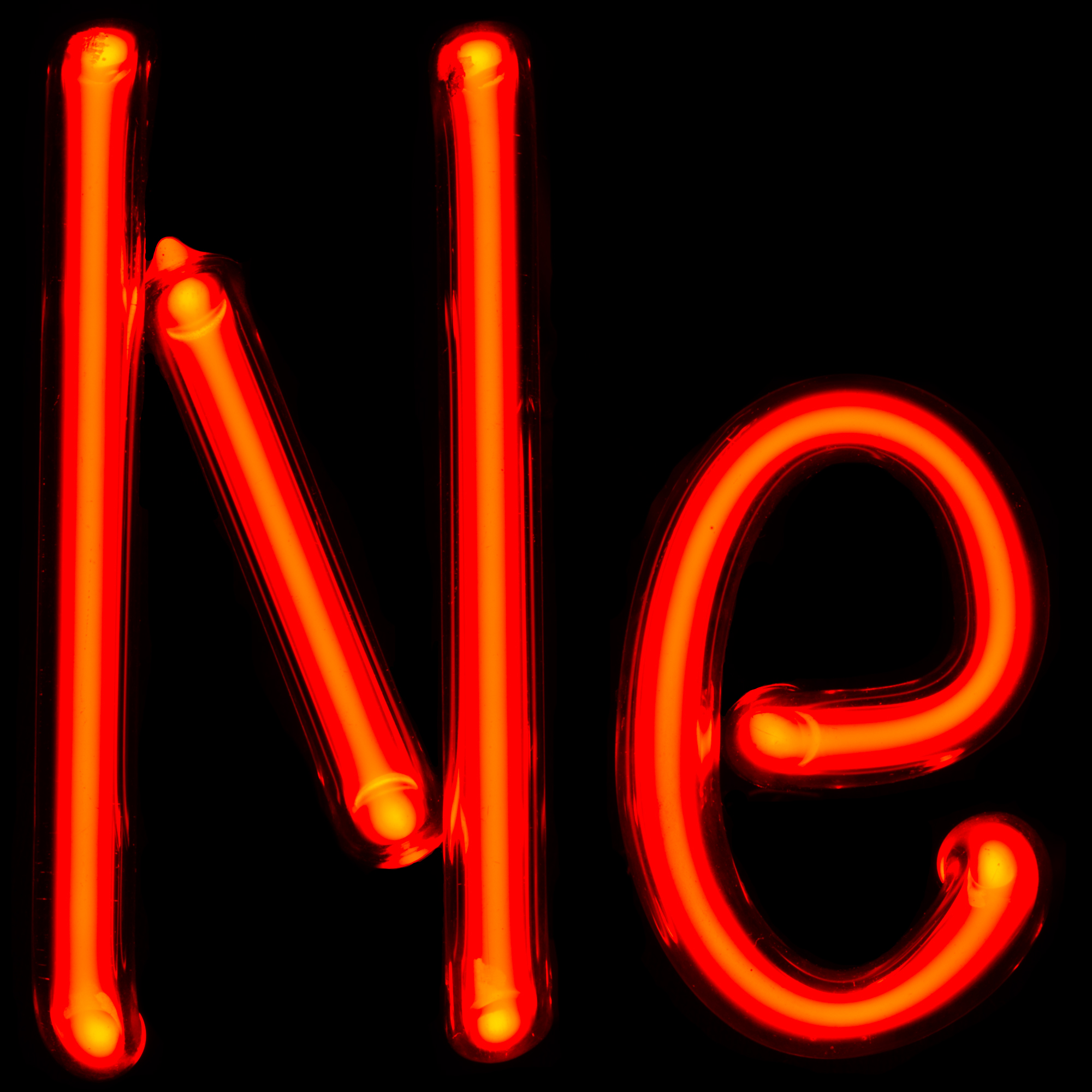
Neon
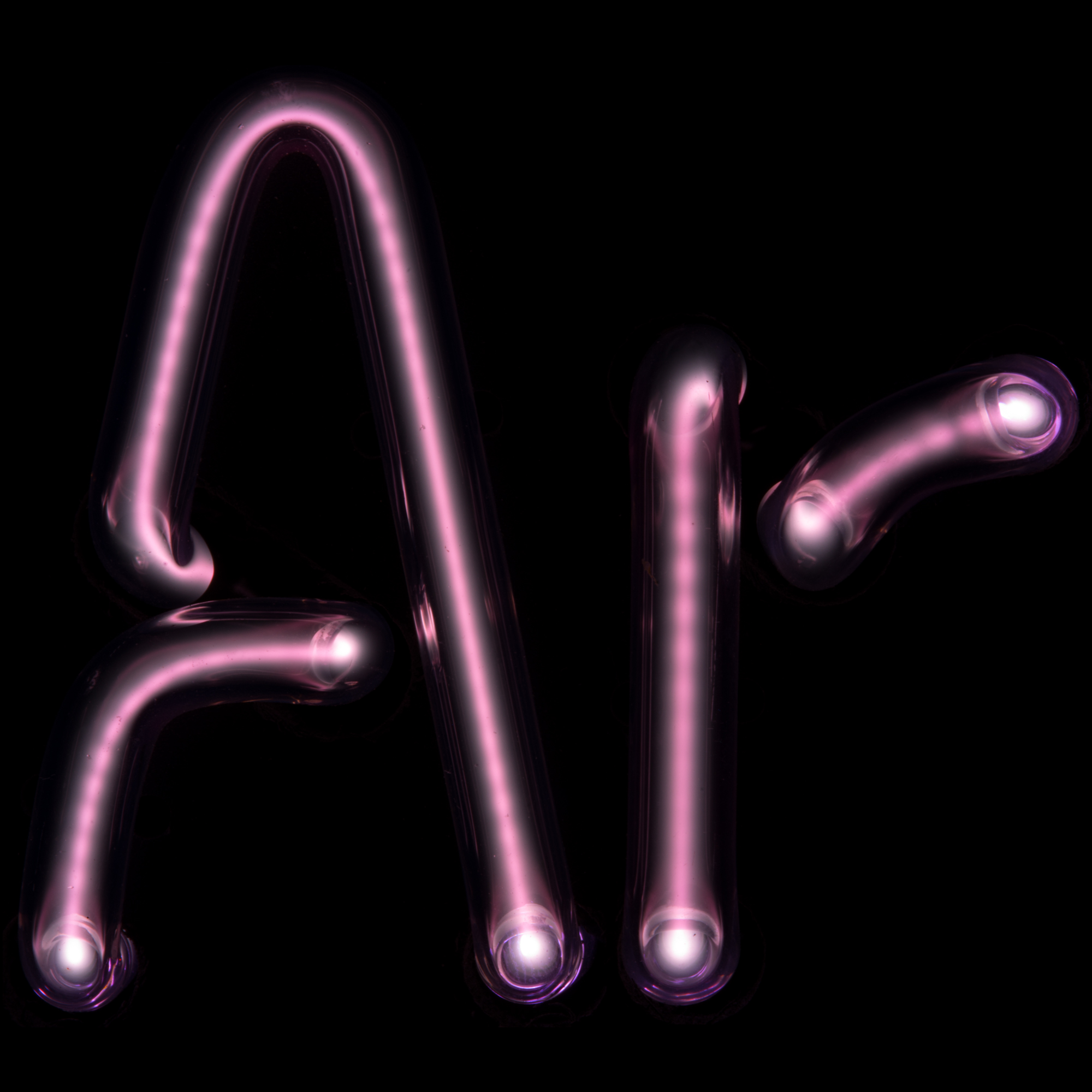
Argon
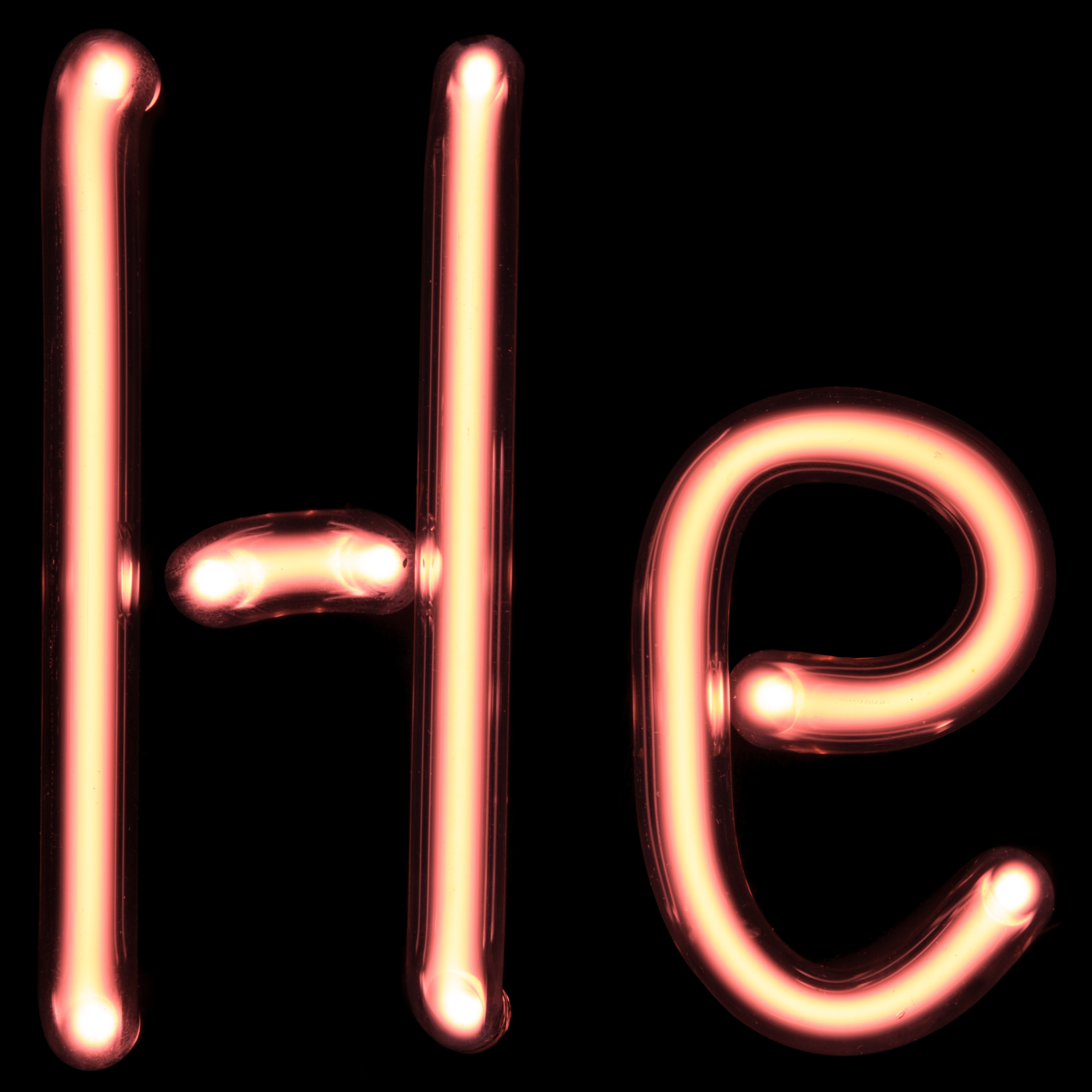
Helium
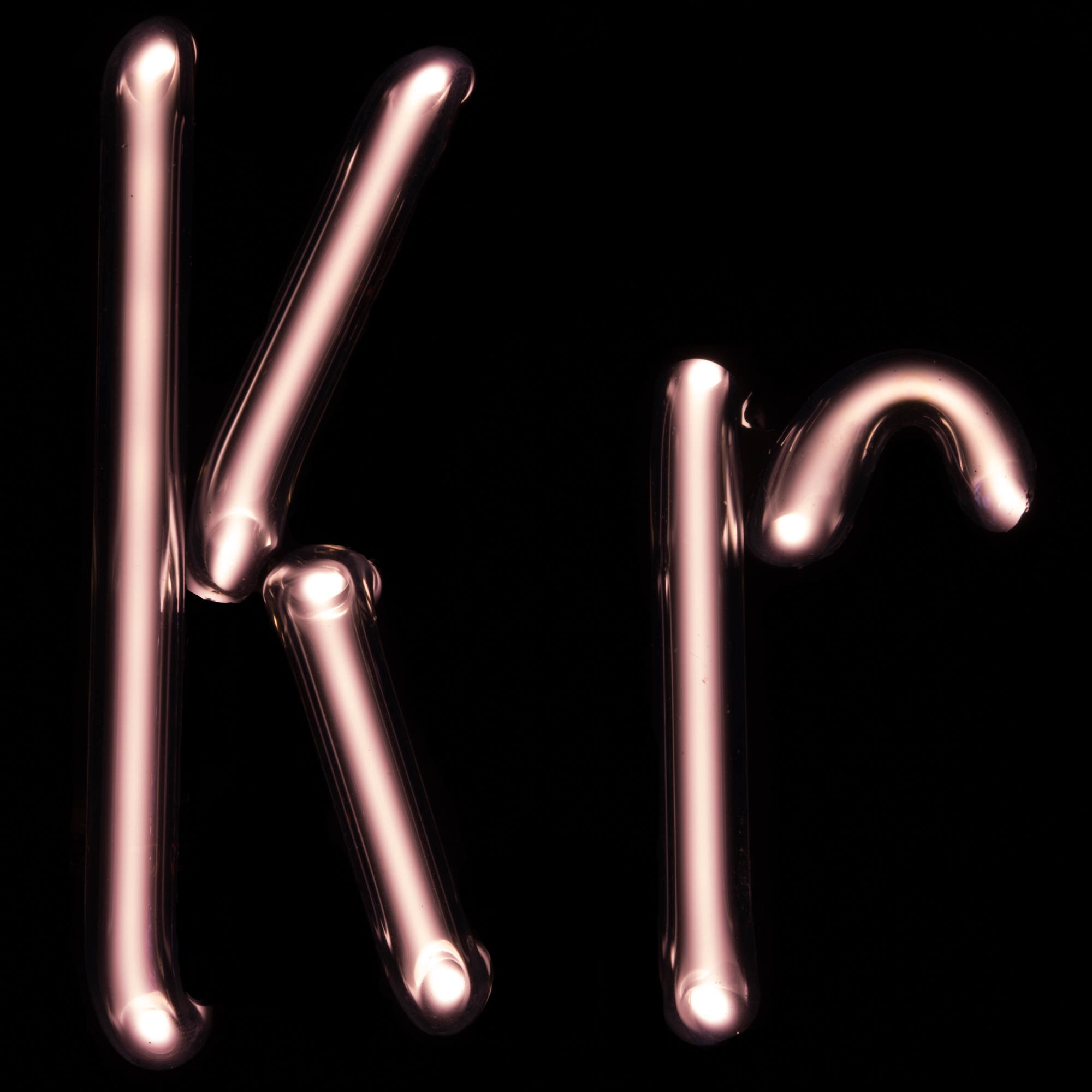
Krypton
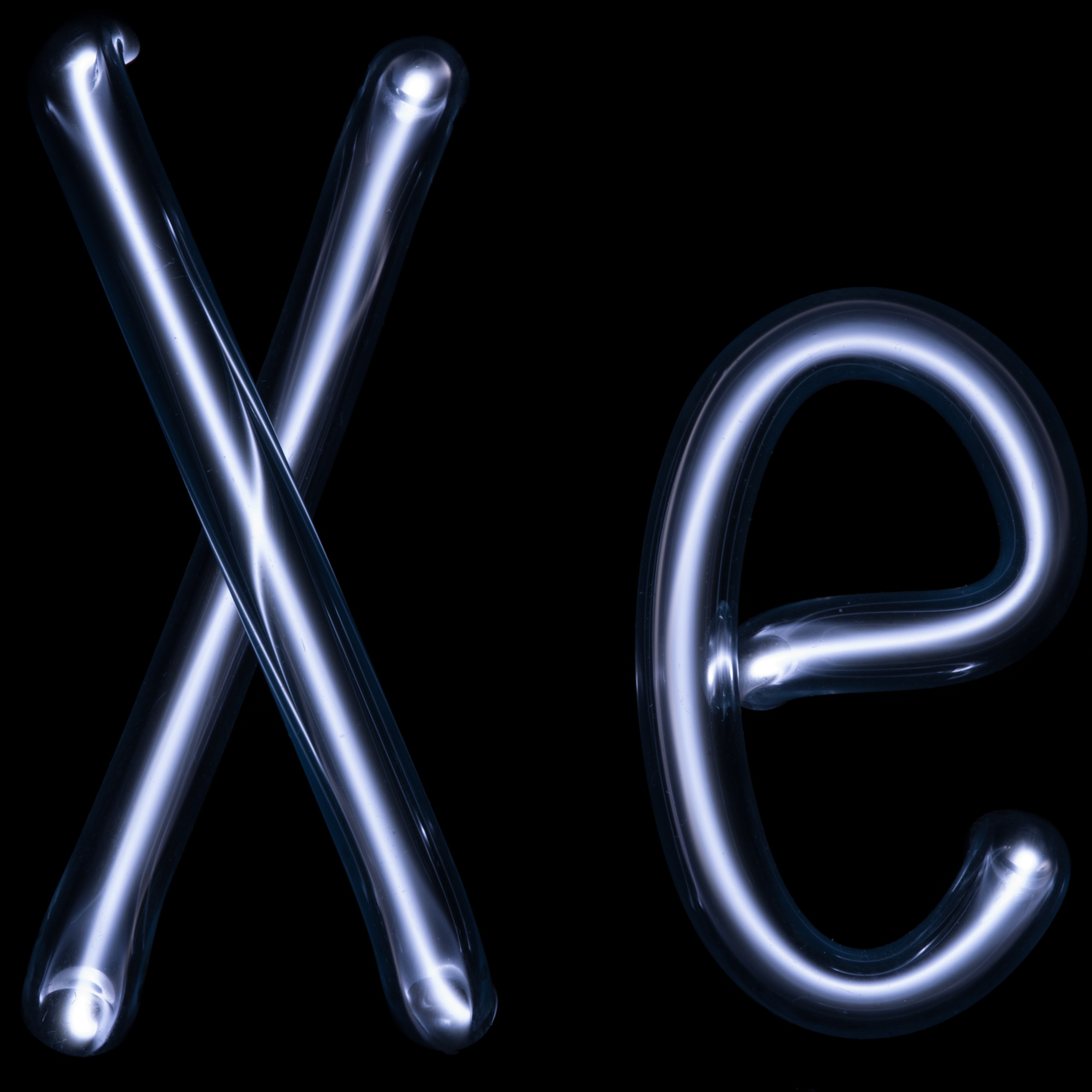
Xenon
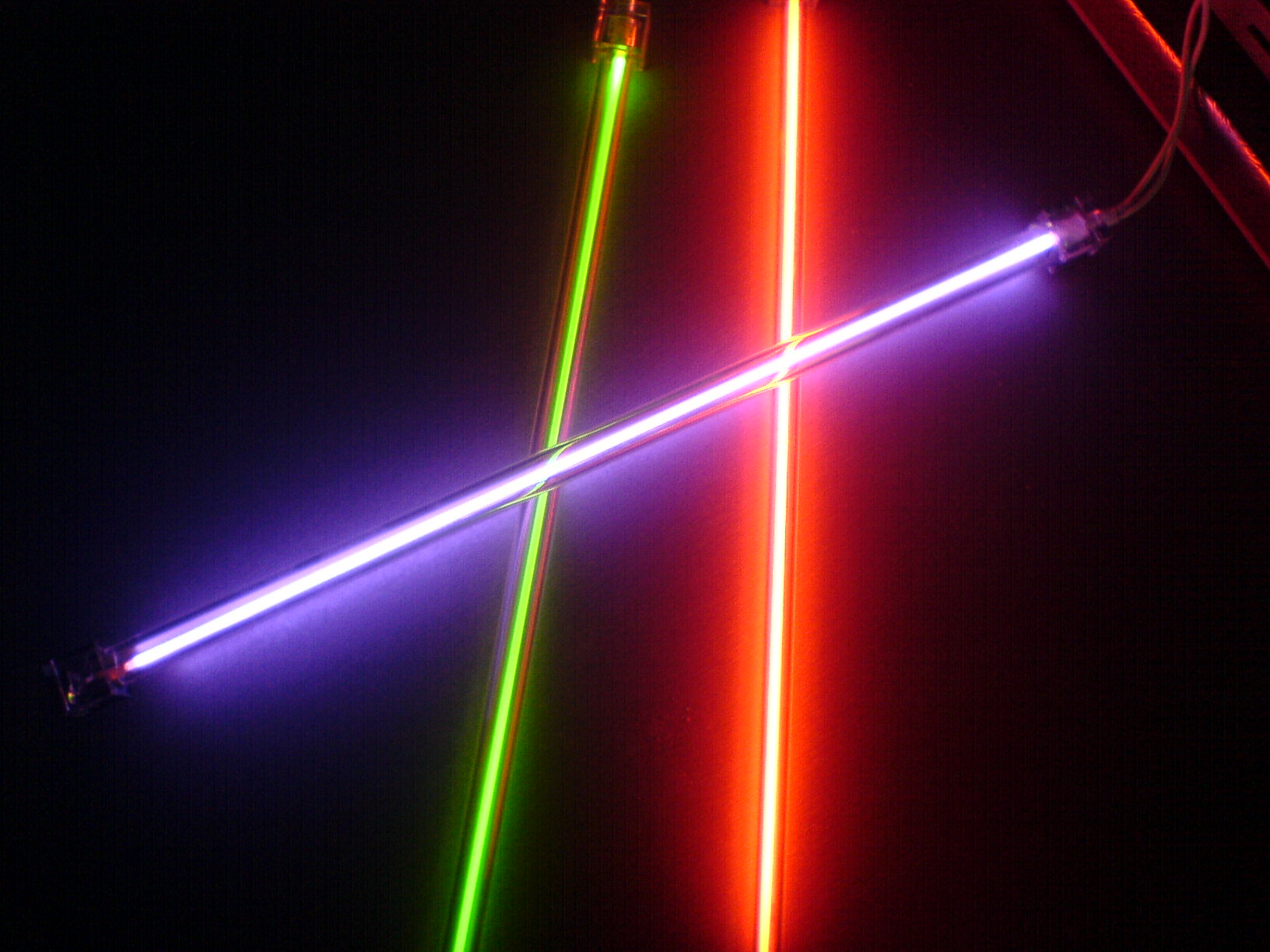
Neon
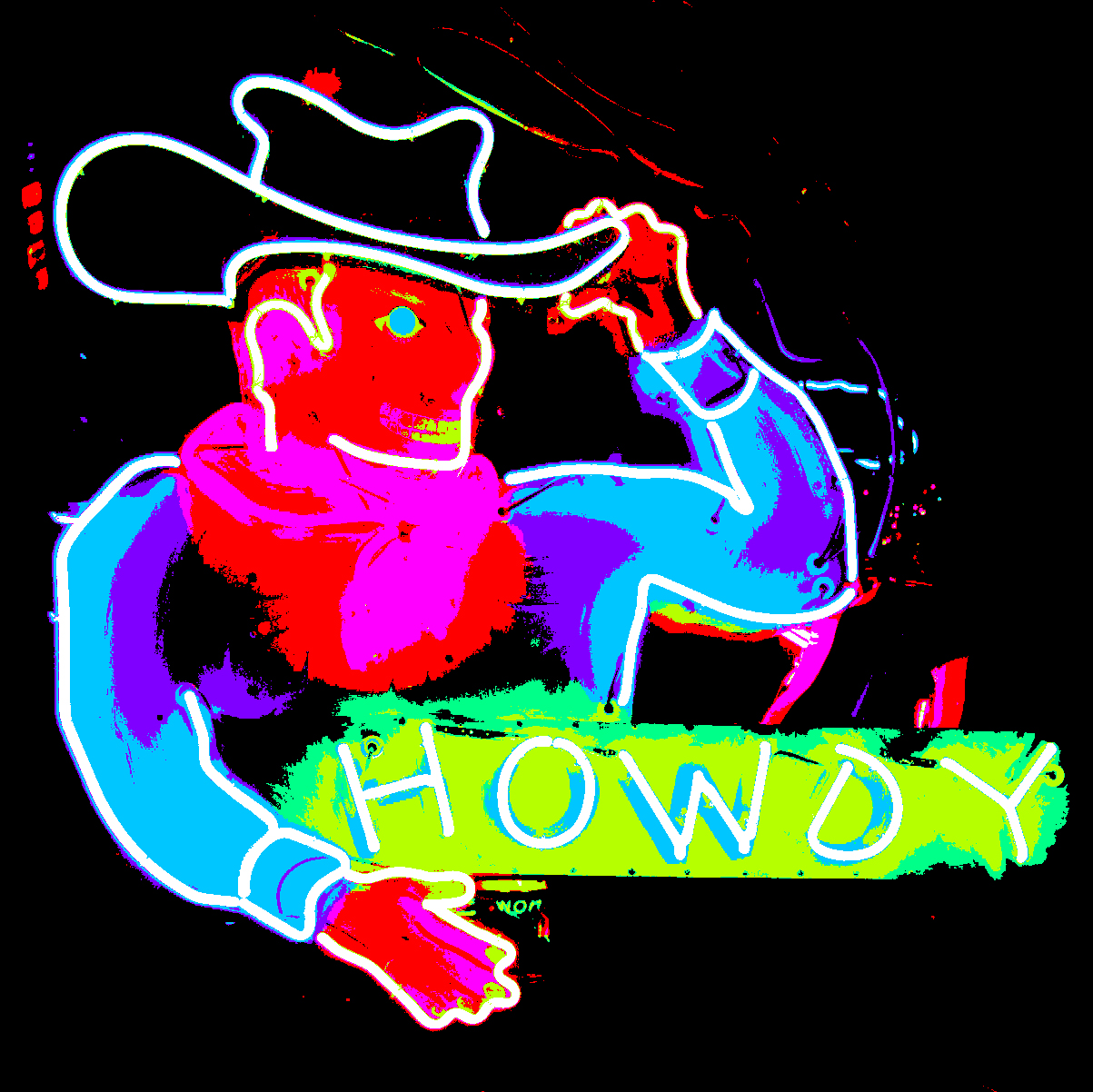
Neon
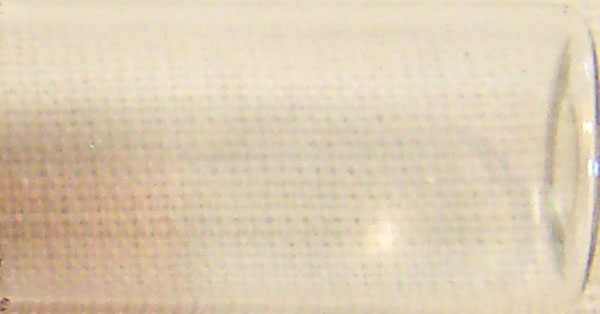
Neongas

argandse lamp ·
booglamp ·
carbidlamp ·
CCFL ·
davylamp ·
EEFL ·
elektrodeloze lamp ·
elektronenflitser ·
filmzon ·
flitser ·
fluorescentielamp ·
gaslicht ·
gasontladingslamp ·
gloeilamp ·
halogeenlamp ·
hefnerlamp ·
hogehelderheidsled ·
jablochkoff-kaars ·
kaars ·
kalklicht · 
knijpkat ·
kwiklamp ·
lantaarn ·
ledlamp ·
menglichtlamp ·
metaalhalidelamp ·
natriumlamp ·
neonlamp ·
nernstlamp ·
olielamp ·
petroleumlamp ·
spaarlamp ·
tl-buis ·
xenonlamp ·
zaklantaarn